# Henrik Bornemann (xylograf)
 Der er flere personer med dette navn, se Henrik Bornemann.
Henrik Julius Lauritz Valdemar Bornemann (10. juni 1865 i København – 5. december 1951 sammesteds) var en dansk xylograf. 
Hans forældre var skuespiller Henrik Christian Bornemann og Agnes Carlsen. Bornemann lærte xylografi hos Carl Hammer 1879-83 og arbejdede for andre værksteder samt private. Han gik på Kunstakademiet 1888-89 og var tegnelærer ved Københavns Kommunes skoler 1900-1930. Han har især udført illustrationer. Bornemann levede i en tid, hvor xylografien var ved at blive udkonkurreret af fotografiet og andre medier, og 1900 skiftede han derfor til en sikrere levevej.
Han forblev ugift og er begravet på Garnisons Kirkegård.

## Værker
- Træsnit efter tegninger af J.Th. Lundbye
- Illustrationer til Christian Winther: Hjortens Flugt, efter tegninger af Knud Larsen
- Illustrationer til H.C. Andersen: Snedronningen og Hvad Fatter gør, efter tegninger af Hans Tegner
- Træsnit efter malerier af de finske malere Albert Edelfelt, Akseli Gallen-Kallela og Eero Järnefelt
- Portræt af William Morris, efter tegning af Walter Crane (Kobberstiksamlingen)